# Jonas Björkman
Jonas Lars Björkman, född 23 mars 1972 i Alvesta i Kronobergs län, är en svensk före detta professionell tennisspelare. Björkman blev professionell ATP-spelare 1991 och vann sammanlagt 54 dubbeltitlar och 6 singeltitlar. Som bäst rankades han som världsetta i dubbel och som nummer fyra i singel. Som dubbelspelare är han en av de mest framgångsrika svenskarna genom tiderna och bara Anders Järryd har fler dubbelsegrar (59). Han meddelade innan Wimbledonmästerskapen 2008 att det var hans sista år på touren och spelade sin sista professionella match 14 november 2008 i Tennis Masters Cup. Han förlorade matchen i par med Kevin Ullyett mot det helpolska paret Mariusz Fyrstenberg och Marcin Matkowski.
2013 gjorde Björkman tillfällig comeback i Stockholm Open och gick överraskande till dubbelfinal tillsammans med Robert Lindstedt, en final han dock förlorade mot Aisam-ul-Haq Qureshi och Jean-Julien Rojer.

## Tenniskarriären
Björkman inledde sin professionella karriär i Swedish Open 1991. Han lottades mot argentinaren Alberto Mancini, som enkelt vann i två raka set (6–3, 6–1). Säsongen 1994 fick Björkman sitt genombrott, han vann då hela sju dubbeltitlar (bl.a. ATP:s dubbelslutspel) och nådde kvartsfinal i singel i US Open. Sin första singelfinal spelade Björkman följande år, i Hongkong. Efter en mellansäsong 1996 hade Björkman stora framgångar under 1997, med tre singeltitlar och en semifinal i US Open, där han förlorade mot britten Greg Rusedski. En av singeltitlarna vann Jonas i Stockholm Open. Efter att ha besegrat Patrick Rafter i semifinalen vann han finalen mot den holländske överraskningen Jan Siemerink. Björkman deltog i Sveriges Davis Cup-lag 1997 som besegrade USA med 5–0. Björkman slutade säsongen 1997 som nummer 4 på singelrankingen och på plats 17 på dubbelrakningen.
Höjdpunkten följande säsong (1998) var när Sverige upprepade sin Davis Cup-seger, där Björkman i hög grad bidrog till triumfen. Tidigare under året hade han vunnit sin första Grand Slam-titel, Australiska öppna i dubbel, tillsammans med Jacco Eltingh. Dubbelframgångarna fortsatte under 1999, då han vann sin andra raka dubbeltitel i Australiska öppna, denna gång tillsammans med australiensaren Patrick Rafter. Björkman vann ytterligare fyra dubbelturneringar under året, varav två med Rafter. Björkman avancerade till en tredje plats på dubbellistan, en placering han höll året ut. I singel gick det inte lika bra, men han var tillbaka på topp-50 vid slutet av 2000. Bland säsongens höjdpunkter kan nämnas att han nådde åttondelsfinal i Wimbledonmästerskapen och semifinal i Nottingham.
Australiensaren Todd Woodbridge inledde med gott resultat ett samarbete med Jonas under 2001. Paret vann fyra titlar, däribland Björkmans tredje i Australiska öppna. Den 9 juli samma säsong rankades han för första gången som världens bästa dubbelspelare. Björkman vann dessutom för andra gången singeln i grästurneringen i Nottingham 2002. Veckan därpå stod Björkman och Woodbridge som första gången som segrare i Wimbledonmästerskapen. Resten av säsongen innehöll dock inte många dubbelframgångar, och smålänningen blev av med sin förstaplats på rankingen och slutade året som sexa.
Björkman missade året första Grand Slam-tävling 2003, Australiska öppna i januari, till följd av att hans hustru väntade parets första barn. Väl tillbaka hjälpte Björkman Sverige till vinst i Davis Cup-matchen mot Brasilien med två femsetsvinster.
I Wimbledonmästerskapen nådde Björkman kvartsfinal, hans bästa singelresultat i en Grand Slam-tävling på sju år. Björkman slutade året som nummer 30 i världen, hans bästa position sedan 1998. Förutom framgångarna på gräset nådde Björkman final i Marseille. Under 2004 förbättrade Björkman sin dubbelranking och slutade året på tredje plats, efter att ha varit rankad etta under sommaren. Björkman/Woodbridge nådde tio finaler, och vann fyra av dem. 
Det gick sämre i singel, och 8 augusti 2005 rankades Björkman först på plats 129. En vändpunkt blev turneringen i Ho Chi Minh City, där Björkman vann mot Franska öppna-finalisten Mariano Puerta i semifinalen, för att sedan finalbesegra Radek Stepanek. Säsongen avslutades med en kvartsfinal i Stockholm Open. Till följd av dessa framgångar slutade Björkman året på topp-100. I par med Joachim Johansson vann Björkman Swedish Open och med Max Mirnyj triumferade Jonas för första gången i Franska öppna. Vid årets slut rankades han som världens tredje bästa dubbelspelare.
I Nottingham sommaren 2006 avancerade Björkman ända fram till finalen, där det blev förlust mot Richard Gasquet. Men säsongens prestation gjorde Björkman utan tvekan i Wimbledonmästerskapen. På vägen fram till en kvartsfinal besegrade han enbart topp 100-spelare, däribland Thomas Johansson och dubbelpartnern Max Mirnyj. I kvartsfinalen väntade den 13-rankade tjecken Radek Stepanek. Efter 4 timmar och 3 minuter kunde svensken slå in matchbollen, efter att själv ha räddat en. Segersiffrorna blev 7–6, 4–6, 7–6, 6–7, 6–4. I semifinalen mötte Björkman världsettan Roger Federer som var storfavorit och infriade förväntningarna. Federer vann med 6–2, 6–0, 6–2. Björkman rankades efter turneringen som nummer 30 i världen. Vid årets slut var han rankad 54 i singel och 4 i dubbel.
Svenskens största framgångar under 2007 var åttondelsfinalerna i singel i Franska öppna och Wimbledonmästerskapen, och kvartsfinalen i dubbel i Franska öppna mästerskapen. Efter Franska öppna rankades han åter som 30 i singel och låg kvar som 4 i dubbel. Vid årets slut var han rankad 59 och i dubbel hade han halkat ner till sin sämsta ranking på fem år, nummer 15.
Före Wimbledonmästerskapen 2008 meddelade Björkman att det var hans sista år på touren. I turneringen gick han till final i dubbeln tillsammans med Kevin Ulyett men de förlorade mot Daniel Nestor och Nenad Zimonjić med setsiffrorna 6–7, 7–6, 3–6, 3–6. Den 14 november 2008 spelade han sin sista professionella match i Tennis Masters Cup. Han förlorade matchen i par med Kevin Ullyett mot det helpolska paret Mariusz Fyrstenberg och Marcin Matkowski. Vid årets slut var han rankad 172 i singel och 9 i dubbel.
År 2013 gjorde Björkman tillfällig comeback efter fem års frånvaro när han fick ett wildcard till Stockholm Opens dubbelturnering tillsammans med Robert Lindstedt. Paret skrällde och slutade överraskande som tvåa efter att ha förlorat finalen mot det topprankade paret Aisam-ul-Haq Qureshi från Pakistan och Jean-Julien Rojer från Frankrike med setsiffrorna 6–2, 6–2.

## Spelaren och personen
Björkman var en av de mest framgångsrika svenska tennisspelarna under 1990- och 2000-talen. Den dåvarande svenske Davis Cup-kaptenen Carl-Axel Hageskog kallade Björkman "världens bäste", då han var en av mycket få som varit rankade på topp-5 både i singel och dubbel.
Björkman ansågs ha en av världens bästa servereturer och volleyslag. Han saknade ett dödande vapen från baslinjen men rörde sig mycket bra och var jämn i sitt spel.
Jonas Björkmans egen segergest var "Brysselsteget", ett steg framåt med ena handen om foten. Gesten hämtade han från sketchen "Inofficiella Parad-VS i Gymnastik (med lek och idrott)" ur TV-serien En himla många program med Galenskaparna och After Shave.
Sedan 2000 är Björkman gift och har två barn.
Björkman deltog 2015 i den tionde säsongen av Let's Dance där han slutade som trea.
År 2017 deltog Björkman i den nionde säsongen av TV-programmet Mästarnas mästare där han slutade på en femteplats.

## Titlar

### Singel (6)
- 1997 – Auckland, Indianapolis, Stockholm
- 1998 – Nottingham
- 2002 – Nottingham
- 2005 – Ho Chi Minh City

### Dubbel (57)

#### VaravGrand Slam(12)
- 1998 – Australiska öppna (med Jacco Eltingh)
- 1999 – Australiska öppna (Patrick Rafter)
- 2001 – Australiska öppna (Todd Woodbridge)
- 2002 – Wimbledonmästerskapen (Todd Woodbridge)
- 2003 – Wimbledon (Todd Woodbridge)
- 2003 – US Open (Todd Woodbridge)
- 2004 – Wimbledon (Todd Woodbridge)
- 2005 – Franska öppna (Max Mirnyj)
- 2006 – Franska öppna (Max Mirnyj)

## Priser och utmärkelser
- 2009 – H.M. Konungens medalj, 8:e storleken i högblått band